# Dolná Mariková
Dolná Mariková ist eine Gemeinde in der Nordwestslowakei mit 1406 Einwohnern (Stand 31. Dezember 2024) und gehört zum Okres Považská Bystrica, einem Kreis des Trenčiansky kraj.

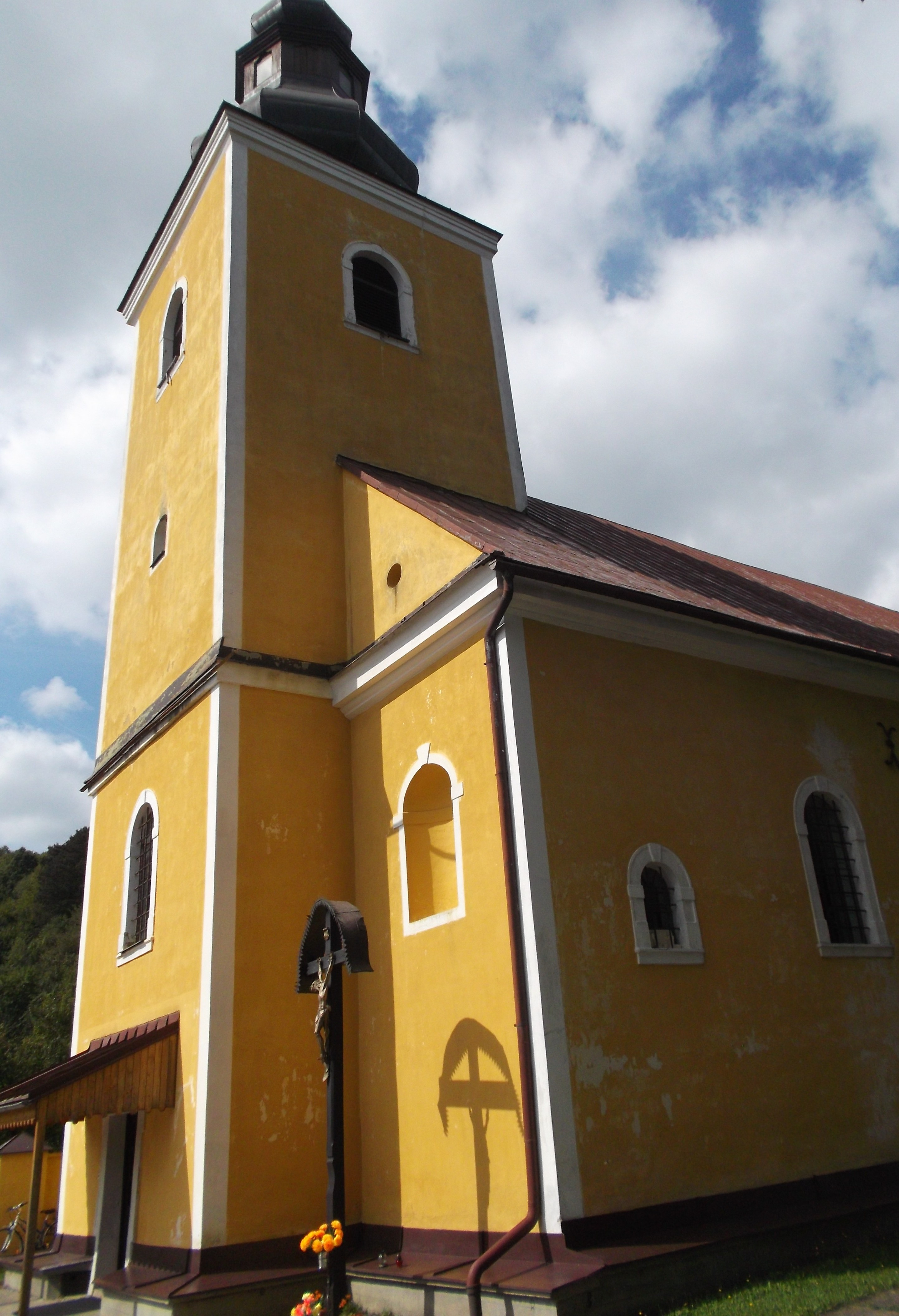
St.-Peter-und-Paul-Kirche

## Geographie
Die Gemeinde befindet sich im Javorník-Gebirge im Tal des Baches Marikovský potok. Das 22,14 km² große Gemeindegebiet ist überwiegend von braunen Waldböden bedeckt. Das Ortszentrum liegt auf einer Höhe von 343 m n.m. und ist 13 Kilometer von Považská Bystrica sowie 17 Kilometer von Púchov entfernt.
Verwaltungstechnisch gliedert sich die Gemeinde in vier Gemeindeteile: Besné, Dolná Mariková, Hadoše und Katlina.

## Geschichte
Archäologisch ist eine Besiedlung in der Altsteinzeit beweisbar (Gemarkung Hatné), mit weiteren Funden aus der Neusteinzeit sowie einer Siedlung der Lausitzer Kultur.
Das Dorf selbst wurde wahrscheinlich im 13. Jahrhundert nach deutschem Recht gegründet. Erwähnt wurde es zum ersten Mal 1321 als Kethlehota, 1438 dann als Marykowa Lehota. Der Ort gehörte zu einem gewissen Kilián, einem Vorfahren des Geschlechts Hatnyánszky, im 15. Jahrhundert zuerst teilweise, dann völlig dem Herrschaftsgut von Waagbistritz.
1784 zählte man 719 Häuser und 3361 Einwohner, 1828 ohne die heutige Gemeinde Horná Mariková 539 Häuser und 2317 Einwohner, die vorwiegend in Land- und Forstwirtschaft beschäftigt waren. Im 19. Jahrhundert gab es eine Säge, sieben Brennereien, Mühle und Schmiedeessen.
1954 trennte sich die ursprüngliche Gemeinde Mariková (ungarisch Marikó – bis 1892 Marikova) in die Gemeinden Dolná Mariková und Horná Mariková. Von 1979 bis 1990 waren die Nachbarorte Hatné und Klieština Teil der Gemeinde.

## Bevölkerung
| Jahr                | 1994 | 2004    | 2014    | 2024    |
| ------------------- | ---- | ------- | ------- | ------- |
| Anzahl der Personen | 1554 | 1460    | 1431    | 1406    |
| Unterschied         |      | −6,04 % | −1,98 % | −1,74 % |

| Jahr                | 2023 | 2024    |
| ------------------- | ---- | ------- |
| Anzahl der Personen | 1424 | 1406    |
| Unterschied         |      | −1,26 % |

Nach der Volkszählung 2011 wohnten in Dolná Mariková 1433 Einwohner, davon 1366 Slowaken, zwei Juden und je ein Magyare, Pole, Serbe und Tscheche. 61 Einwohner machten keine Angabe. 1196 Einwohner bekannten sich zur römisch-katholischen Kirche, fünf Einwohner zur evangelischen Kirche A. B., drei Einwohner zur orthodoxen und je ein Einwohner zur griechisch-katholischen Kirche, zur Brüderkirche und zur Bahai-Religion; zwei Einwohner waren anderer Konfession. 72 Einwohner waren konfessionslos und bei 152 Einwohnern ist die Konfession nicht ermittelt.
Ergebnisse nach der Volkszählung 2001 (1490 Einwohner):
| Nach Ethnie: - 99,80 % Slowaken - 0,13 % Tschechen | Nach Konfession: - 96,51 % römisch-katholisch - 1,95 % konfessionslos - 1,07 % keine Angabe - 0,47 % evangelisch |

## Sehenswürdigkeiten
- römisch-katholische Peter-und-Paul-Kirche im Barockstil aus dem Jahr 1758
- Statue neben der Kirche aus dem Jahr 1759
- Volksarchitektur (Blockhäuser) in Einzelsiedlungen